# Briaraula tholeropa
Briaraula tholeropa är en fjärilsart som beskrevs av Edward Meyrick 1922. Briaraula tholeropa ingår i släktet Briaraula och familjen äkta malar. Inga underarter finns listade i Catalogue of Life.